# جائزة ألمانيا الكبرى للدراجات النارية 2018
جائزة ألمانيا الكبرى للدراجات النارية 2018 هو سباق دراجات نارية أقيم بتاريخ 15 يوليو 2018 في ساتشسينرينج، هوينشتاين-إرنستال، ألمانيا. كان الجولة التاسعة من أصل 19 في سباق الجائزة الكبرى للدراجات النارية موسم 2018. فاز مارك ماركيث بفئة الموتو جي بي بينما جاء فالنتينو روسي في المركز الثاني وحصل على المركز الثالث مافريك فيناليس. فاز بفئة الموتو 2 براد بيندر بينما فاز بفئة الموتو 3 الإسباني خورخي مارتين.